# 監視カメラ

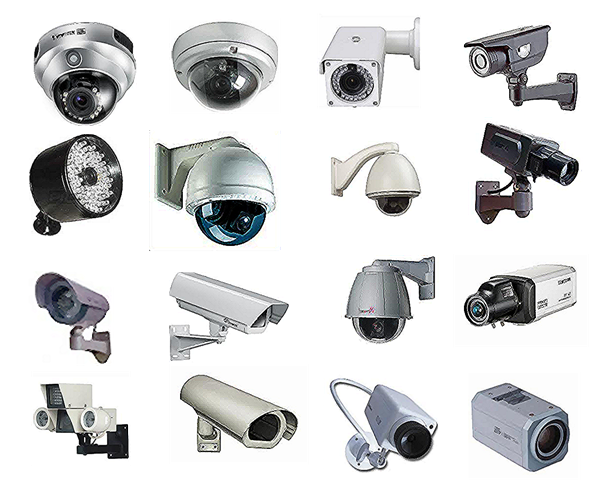
様々な監視カメラの種類

監視カメラ（かんしカメラ）とは、何らかの目的で何らかの対象を監視するためのビデオカメラで、機械警備の構成要素である。主に人間を監視し、犯罪の抑止などの効果を求めて設置されるものは防犯カメラ（ぼうはんカメラ）、活火山や天候、河川を監視して防災上効果を求めるものは防災カメラ（ぼうさいカメラ）とも呼称される。防犯用語としては、監視カメラは目立たない場所に設置するカメラ，防犯カメラは目立つ場所に設置するカメラと区別することがある。広義にはカメラ単体ではなく、撮影した映像の伝送・処理、記録、表示機能を含むシステム全体を指すことがある。英語では video serveillance などと呼ばれることもあるが、 closed-circuit television（閉回路テレビ：ケーブルで結ばれたカメラとモニタ間だけの閉じた回路のテレビ）の略語を用いて「CCTV」と呼ぶことの方が多い。
監視カメラの設置場所は、店舗などの各種施設内や敷地内、街頭、鉄道の駅や踏切、空港、学校、暴力団事務所、個人および集合住宅など多岐にわたる。
従来は撮影した映像を伝送するだけのアナログカメラが多かったが、LANの普及もあり一切の映像遅延が許されない用途を除いては高画質で高度な機能も利用可能なネットワークカメラに移行されつつある。ネットワークカメラの中には高度な自動化のため人工知能を組み込んだ監視カメラもある。21世紀の遠隔操作の進歩により、カメラを搭載した警備ロボットにより監視を行う方法も実用化されている。
費用対効果の高さにより、天網を構築して強固な監視社会となった中国の監視カメラが世界最大のシェアを獲得したが、バックドアの懸念が生じている。ハイクビジョンやダーファ・テクノロジーは世界シェアの大部分を獲得しており、他にも中小の監視カメラメーカーが大手ブランドと比較して安価な製品を供給している。

## 主な用途

### 防災
ダム水量監視、道路災害（崩落など）監視、活火山監視、津波監視、鉄道駅ホームの乗降状況確認など。
工場の製造ライン監視、原子力発電所、火力発電所、研究所などで人が入れない場所の異常監視、ダム、河川、火山などの状況の監視・記録に使用されている。「かぐや」などをはじめ、人工衛星のような状態が把握しにくいものについても監視カメラが用いられる。

### 防犯
監視カメラは、様々な犯罪の摘発に役立っている。複数の監視カメラ映像をつなぎ合わせて犯人の行方を突き止める「リレー方式」、人工知能（AI）による顔認識システムも導入されている。
日本の各都道府県警は、繁華街などの防犯対策の一環として、繁華街、街頭、街路周辺に監視カメラを設置している。鉄道会社においても、各駅の状況確認のため監視カメラを設置している。また、鉄道の車内にも設置されつつある。しかし、首都圏の各鉄道会社は監視カメラの運用規則を公表しておらず、規則を開示すべきとする声もある。
一般の目に触れるものとしては、防犯を主な目的として、商店（小売店）や銀行など金融機関、暴力団事務所、エレベーター、公的機関の天井など様々な場所に設置されているものがある。目的は、金融・公的機関の場合、侵入者や不審者の監視・記録はもちろん、従業員の背任行為を抑止するためでもある。エレベーターでは乗客の異常行動などを感知して近くの階に止まるなど、色々な用途で使われている。商店の場合、顔認識による万引き常習犯の監視も行われている。ベトナムでは、空港の貨物運搬係による窃盗が多発しているため、運搬係に監視カメラを装着することが検討されている。
暴力団事務所の場合、悪戯や対立する組の関係者、警察関係者の監視のため設置されている。施設内だけでなく、市街や盛り場の道路などに監視カメラが取り付けられることも増加しつつある。学校の通学路や校門への監視カメラ設置も行われているほか、校内への監視カメラ設置も進んでいる。また、カメラの価格低下に伴い、個人で自宅駐車場などに盗難防止、当て逃げ防止目的として安価な監視カメラを設置するケースもある。（「#設置場所と目的・効果」も参照）
監視カメラの映像から必要な情報だけを簡単に検索し抽出できるシステムも開発されている。
警察が、複数の監視カメラ映像や、個人から提供されたスマートフォンで撮影した映像を分析して、刑事事件容疑者の逃亡先を「リレー方式」で追跡して逮捕につなげる取り組みも行われている。
日本では、防犯カメラなどで取得した画像によって容疑者を特定する割合が増加し、2019年（平成31年/令和元年）には検挙数の1割がカメラ画像によるものだった。物証の残りにくい特殊詐欺などの捜査では、防犯カメラの映像が重要となっている。
しかし一方で、テレビニュースなどで防犯カメラの映像を紹介する際には、犯人の顔の部分や、自動車のナンバープレートなどにモザイク処理が行われることが多く、犯人の検挙に役立っていないとの批判がある。

#### 設置場所と目的・効果

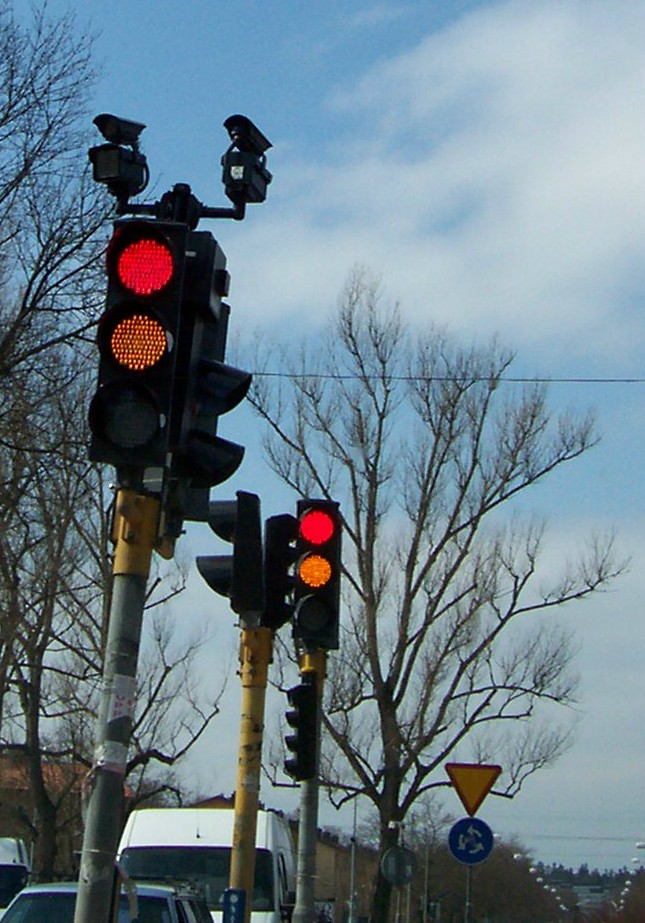
スウェーデンのストックホルムに設置された交通監視カメラ

防犯用に設置される監視カメラの場合、「監視している」ことによる犯罪抑止効果を求めるケースと、「犯罪が起きたときの証拠確保」を目的とする場合とに分かれる。前者の場合は目立つ場所に設置され、後者の場合には目立たない場所に設置される。プライバシー侵害につながるという批判を回避するために監視カメラを設置していることを「監視カメラ作動中」といった看板などで告知している場合もある。この場合はもっぱら前者の目的を求めることになる。
犯罪抑止用では、撮影機能がないダミーカメラも販売されている。
カメラが破壊されることも考えられるので、複数のカメラを組み合わせて設置することがある。監視カメラ本体が他の監視カメラによって撮影されるようにするものである。また、カモフラージュの方法として、電球のソケットに挿し込める監視カメラ内蔵LED電球も存在する。また、ATMや自動販売機などの機械には監視カメラ搭載のものが多い。
人物に設置されたウェアラブル監視カメラは、ボディカメラや身体装着監視カメラ (Body-worn CCTV)などと呼び、アメリカとイギリスや香港などの警察で急速に普及している。学校での使用も試みられ始め、アメリカではボディカメラの最大手アクソンとドローンの最大手DJIが提携して警察向けに監視ドローンを販売している。日本でも民間防犯用に監視カメラをドローンに搭載することも行われはじめている。また、中国の警察では監視カメラの機能を搭載したロボットが配備されており、監視カメラの機能を搭載したサングラス型のウェアラブルコンピュータも使用している。懐中電灯に監視カメラの機能を搭載することも行われている。

#### 犯罪抑止

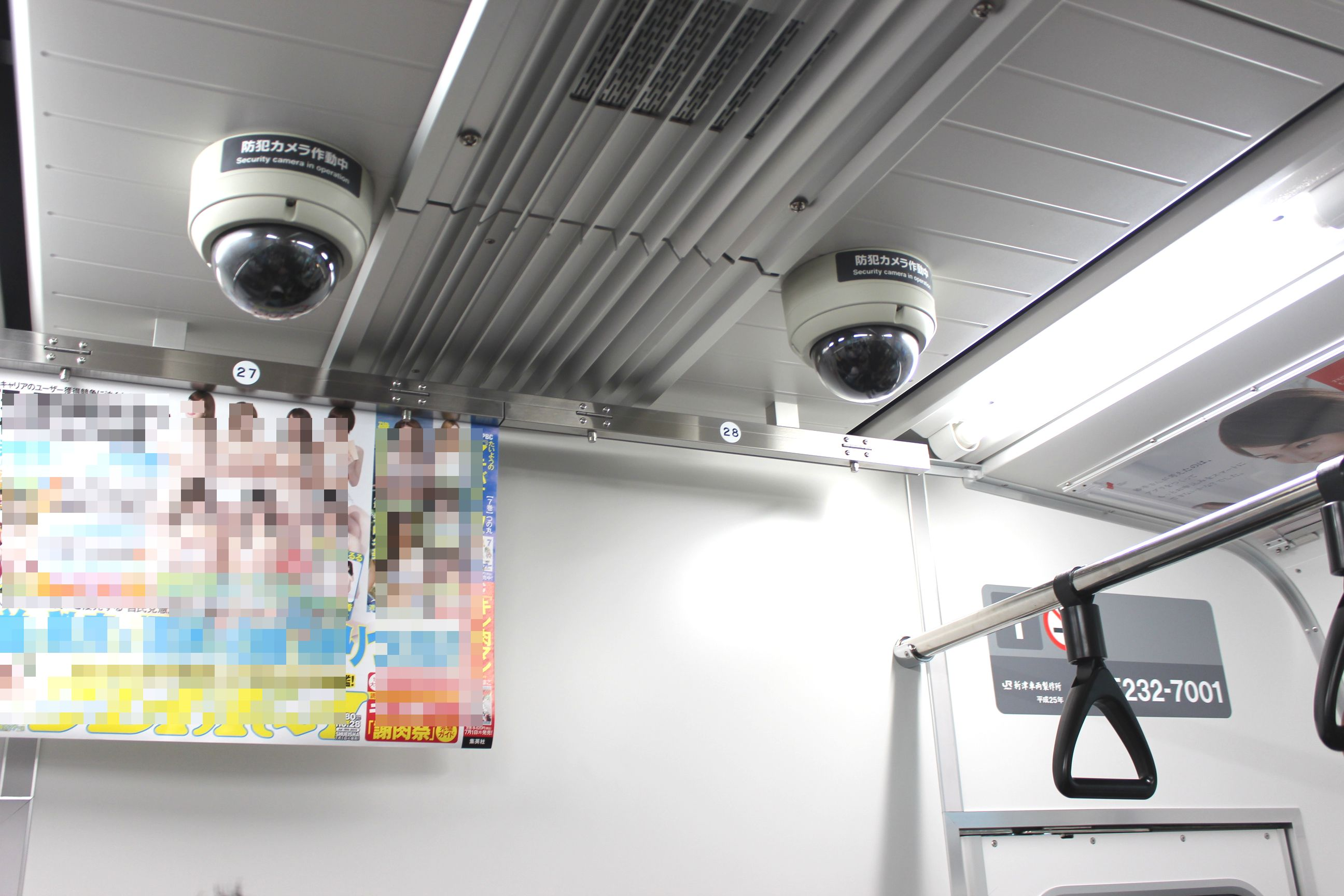
JR東日本E233系電車7000番台1号車の監視カメラ。

イギリスで2005年7月7日に起きたバス・地下鉄を標的としたロンドン同時爆破事件において、犯人の検挙が迅速に行われたのは、監視カメラの記録に負うところが大きい。特に故意犯に対する抑止効果が期待されている。日本においても、成田国際空港と関西国際空港に顔認識システム付きの監視カメラが設置されており、また2007年（平成19年）7月1日に東海道・山陽新幹線で営業運転を開始したN700系電車の全乗降口と運転室出入口にも、日本では初めて鉄道車両内に監視カメラを設置するなど、公共交通機関でも防犯を強く意識した監視カメラの設置が進んでいる。2012年に、刈谷市は防犯カメラを積極的に導入し、犯罪件数が5年で半減した。

## 機能

### 映像からの情報抽出
当初は、単なる画像の撮影と保管のみを行うものだったが、近年では続々と画像処理システムを組み合わせたものが登場している。たとえば道路に設置して、通過する車輌のナンバープレート画像を検出してデータとして抽出する自動車ナンバー自動読取装置（日本では警察の使う「Nシステム」が有名だが、商用もある）、車の画像や映像から車種を特定する車名認識（日本では警察の使う「Fシステム」が有名だが、商用もある）、空港などで旅行者の顔を撮影し犯罪者の顔写真データベースと自動照合をする顔認識システムなどが2016年（平成28年）時点で、既に導入されている。顔認識から性別や年齢を推定して、マーケティングに使用することも既に行われている。
さらに行動様式を解析し、異常行動を検出するというソフトウェアも既に開発されているほか、人の震え（振戦など）から心理状態を解析するシステムも開発されている。また、個体識別のために歩行特徴を利用する歩容解析も行われており、犯罪捜査に活用されている。また、個人の解析だけでなく、群集の解析も行われており、群衆密度の変化から異変を検知したり、混雑度を予測することも行われている。滞在時間をヒートマップで表示することも行われている。複数の監視カメラに跨って人物を追跡する技術も開発されている。また、詐欺防止のためのATMにおける携帯電話使用検知や、武器検知システムも登場し始めている。煙検知システムも開発されている。
2016年（平成28年）6月時点、顔認識による大規模な監視は難しい。米国では約1.2億人の顔認識データベースが整備されているものの、最上の特定率を誇るGoogleのFaceNetでさえ、大勢の顔の区別には不確実性が伴う （なお、FaceNetのオープンソース実装として、OpenFaceがある）。しかし、世界最大級の人口を抱えている中国では顔認識による大規模な監視が積極的に用いられており、Googleの特定率を上回るともされる約13億人の顔認識データベースが整備されている。日本の東京都では、特定率を上げるために、2016年（平成28年）4月以降の犯罪者の照合用顔写真の撮影を3Dで行っている。

### 音声などの付随情報の録音
集音マイクを持ち音声の録音が可能な監視カメラが増えている。また、監視カメラにマイクがない場合でも、別に集音マイクを設置することもできる。叫び声やガラスが割れる音、機械の壊れる音などの不審な音声を感知して自動的に通知・通報することが行えるものもある。音は賑わいの計測にも使われている。
また、温度、湿度、匂いの記録も行われている。

#### 携帯電話情報の収集
携帯電話の固有的な情報（MACアドレス）をBluetoothやWi-Fi経由で収集し、記録する装置 (Fake Access Point) を設置することもできる。
iPhoneではiOS 8よりMACアドレスのランダマイズを行っており、固有値をバラ撒かないようになっているものの、デバイスの匿名化が充分ではないため、シーケンスナンバーやタイミング情報を使うことで未だ追跡が可能とされる。

#### 深度情報の収集および利用
距離画像 (深度情報)は、実寸法の計測や、映像解析の補助に使うことができ、駐車場やATMの監視カメラなどで使われている。また、虫や動物などによる誤検知を防ぐ目的でも使われている。
深度情報の取得には、同期された複数のカメラの映像などから画像処理などによって深度を推定する写真測量法や、近赤外光レーザーなどの照射と検出(LIDAR)により深度を算出する深度カメラ（TOF方式カメラ、位相差方式レーザースキャナーなど）が存在する。写真測量法では、ステレオカメラを搭載する監視カメラが出始めており、ステレオ映像の3D再構築によって高精度な映像解析が行われている。また、複数の監視カメラを用いて、複数の映像から深度を推定するシステムも存在する。LIDARでは、監視システムなどに向けて、TOF方式の深度カメラの供給が始まっている。LiDARは人物が重なって画像で判別しにくい時に有効だとされる。

#### 温度計測・検知
サーモグラフィカメラによる温度計測を搭載した監視カメラシステムも存在し、（発熱を伴う）感染症罹患者を発見しやすくするための出入国管理や企業施設・イベントなど入場管理のほか山火事対策などに使われている。
また物陰に隠れた人を見つけるために遠赤外線カメラを併載する監視カメラも開発中となっている。

#### ミリ波などによる刃物・銃・爆発物検知
ミリ波などによる刃物・銃・爆発物検知技術も存在し、今後監視カメラとの一体型のシステムが登場すると推測されている。

### 威嚇・妨害
センサーライトでの照射や、音声による警告が可能な監視カメラも存在する。声掛けを行う監視カメラも研究されている。
また、駐車場管理に向けて、ゲートバーとの連携に対応する監視カメラシステムも存在し、それによりブラックリストに載った車を通さないようにすることが可能。

### 映像の合成
複数の監視カメラからの映像を合成して、一覧しやすい俯瞰視点で表示する技術が開発されている。

### ライブカメラ
広域を監視し、テレビ局、インターネットなどで公開できる画像をリアルタイムに撮影している物はライブカメラとも呼ばれている。更に、インターネットのURLを公開せず、ログイン時のユーザー名とパスワードを企業や組織内、また個人や家族内に留めれば、インターネットを介して距離に関係なく遠方の監視も行える。

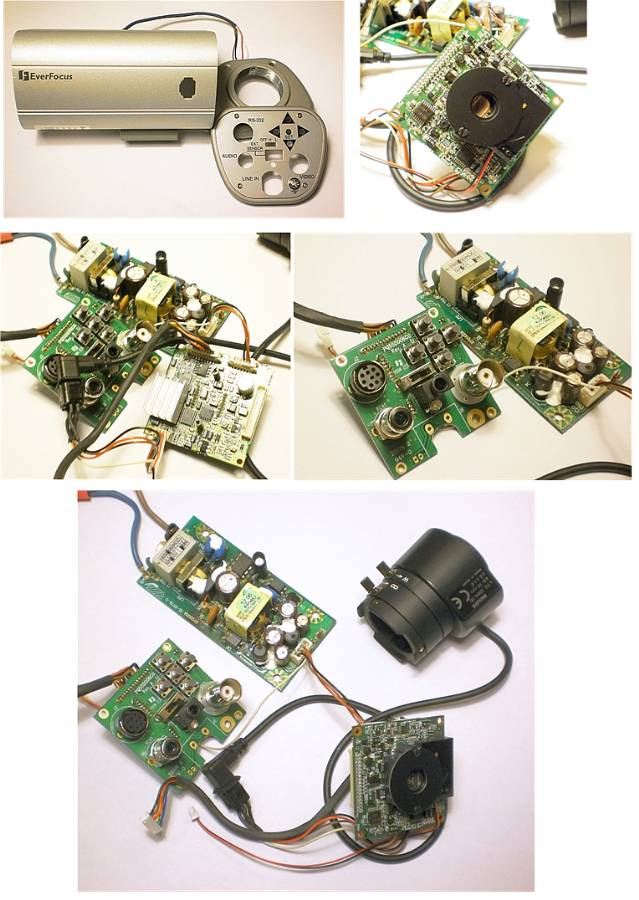
監視カメラの内部
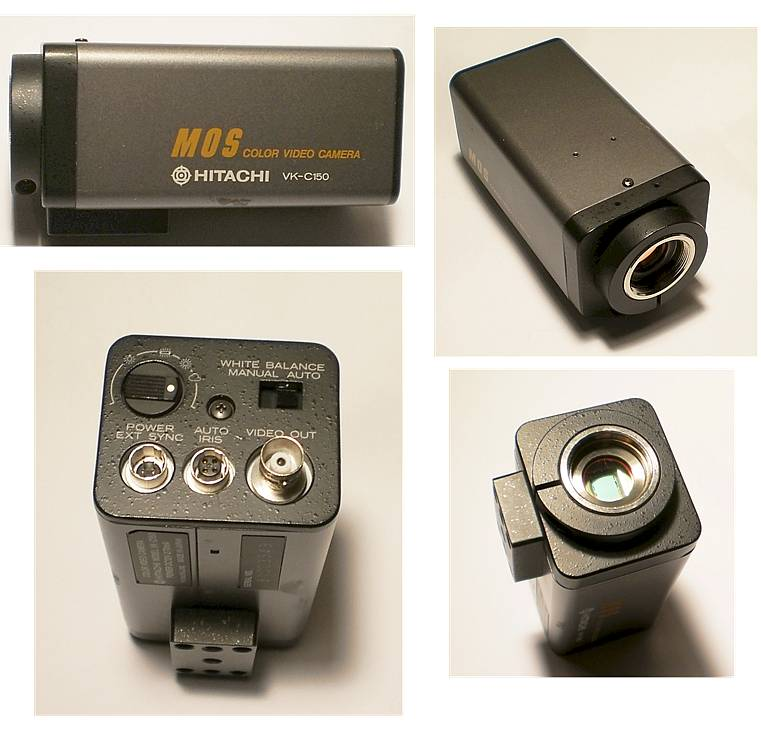
日立の監視カメラ（カラー）
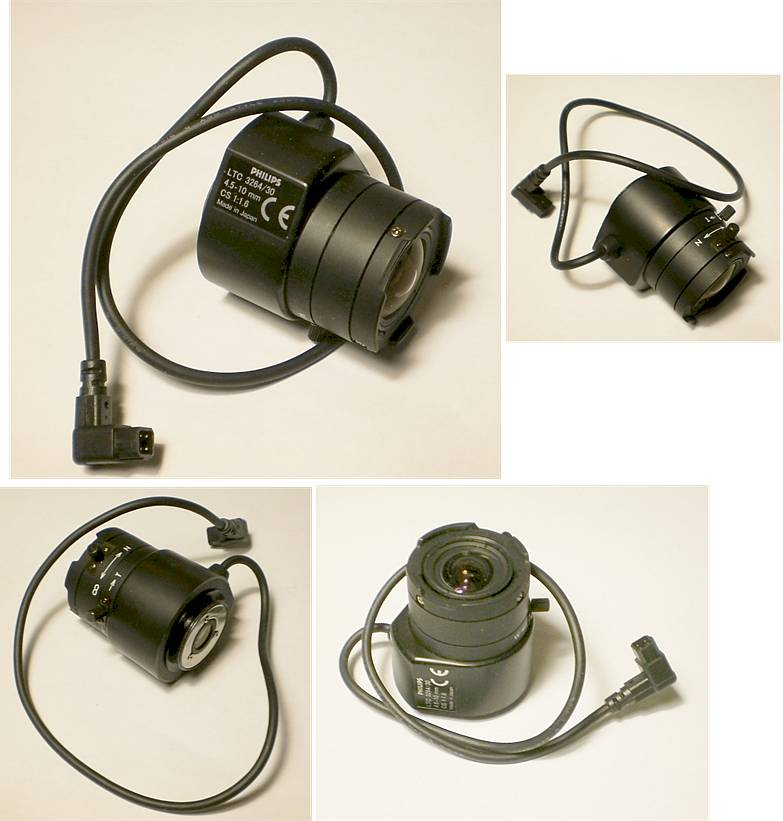
フィリップスの監視カメラのカメラレンズ

## 映像の管理

### 画像の保存
以前は磁気テープに保存されていたが、技術の進歩に伴いハードディスクやフラッシュメモリに保存される例が多くなってきている。画像は連続静止画のMotion JPEGやMotion JPEG 2000、差分圧縮のMPEG4やH.264などの形式で、通常は記憶領域の容量があるかぎり保存される。容量が足りなくなった後は、古い記録から削除して行く方式が一般的なため、記憶装置の容量については必要な保存期間を考慮して選定する。画像の質は磁気テープより良質である。
画質または圧縮率は、連続静止画よりも差分圧縮の方が高い。2016年（平成28年）時点、圧縮率の高いH.264 High Profileを採用する監視カメラが増えており、H.265を採用する監視カメラも登場している。
白飛びや黒潰れを防ぐため、オートホワイトバランスに対応していたり、複数露光を合成するハイダイナミックレンジ(HDR)撮影機能を備えたりしている監視カメラも存在する。トーンマッピングする前のRAW画像形式で静止画を保存できる監視カメラも存在するが、RAW動画形式で保存することはあまり行われていない。なお、監視カメラは色再現性があまり重視されておらず、18%グレーカードやカラーチェッカーなどは使われていないため、照明や日光などの光の影響を除いた正しい色情報を記録することはできない。ただし、顔認識によって検出した顔に合わせて色補正する監視カメラは存在する。その他、光の乱反射を除去する偏光フィルター/偏光レンズを搭載した監視カメラも存在する。
また動画処理の進化によって、霧や雨などの天候の影響を少なくする霧画像補正（フォグリダクション/Dehaze/Defog）や、暗部を明るくする低照度画像強調（Low Light Image Enhancement / Visibility Enhancer）に対応した監視カメラも登場している。
アナログ式監視カメラでは伝送ノイズが多く、インターレース動画であるために、デジタルで保存すると容量が大きくなる。デジタル式監視カメラでは伝送ノイズの影響がなく、プログレッシブ動画であるため、容量が小さくなる。差分圧縮の場合は、CCDノイズの低減や物理的・ソフトウェア的モーションスタビライザや陽炎除去によって、さらに容量を小さくすることができる。また、背景差分や人感センサなどによる動体検出によって、常時画像を保存するのではなく、カメラの撮影範囲で動くものを検出した時にだけ、その前数秒から録画を開始することができ、容量を節約することができる。また、エンコードにおいて動画フレームの中の特定エリアだけ画質を上げ、他を下げることのできる監視カメラも存在する。
撮影コマ数は通常1秒間に15コマまたは30コマの動画として設定することが一般的だが、金融機関のATMコーナーなどでは1秒間に1 - 3コマの撮影で、保存期間を長期化する傾向がある。コマ数を落として記録するVTRは「タイムラプスVTR」と呼ばれる。

### 画像のコピー
監視カメラの設置者に対して、警察から画像の提供を依頼されることがある。この場合、使用している機種やソフトにもよるが、一般的な動画ソフトが利用できず専用のソフトが必要な場合がある。たいてい画像保存用サーバにメモリーカード（CFなど）のインターフェースがあり、外部に出力できるようになっている。もちろん再生しながらビデオテープにダビングすることも可能である。

## 設置に関する課題
日本では、国民の約1-2割程度が公共の場での監視カメラの設置に否定的であり、また、日弁連などの団体が反対していることもあり、地方を中心に設置が進んでいない。日本の警察庁は公共空間でのリアルタイム顔認識は行っていないと説明しているが、2019年3月時点で17鉄道事業者が監視カメラ映像を警察へ提供する専用線を開設しているなど、ブラックリストとの照合を行う機能を含む監視カメラシステムを秘密裏に運用している企業もある。一方で欧米では、監視カメラに反対する人々によって警察の顔認識システム利用に対して訴訟が起こされ、法規制や違法判決、企業からの技術提供中止といった動きも出ている。

### プライバシー上の懸念
録画した映像は当然ながら厳重に管理され「問題が発生したときしか閲覧しない」「閲覧は上司の許可が必要」とすることが多い。しかし、管理者が適切な管理を怠ったために情報が漏洩する他、録画されたデータがどの程度の期間保存され、どのような人物が録画データを閲覧可能であるのかが不透明である場合も多く、複数のプライバシー上の問題が指摘されている。
また、一部の教会などが顔認識システム付きの監視カメラを使用し問題になった事例も存在する他、十分なセキュリティ対策なしに設置され誰でもインターネット上でアクセスできる状態で放置された監視カメラも存在し、それらの監視カメラの映像を自由に閲覧可能な「Insecam」のようなウェブサイトも存在する。
また、監視カメラが相互接続されたり顔認証システムと組み合わされるなどし、現在の中国の「天網」の様な大規模な監視システムによる「大量監視（英語: Mass Surveillance）」につながり、表現の自由やプライバシーが侵害される危険性も指摘されている。

### 情報漏洩および漏洩の懸念
2016年1月、ロシアのウェブサイト「insecam」で世界中の監視カメラの映像が誰でも自由に覗き見できることが露呈した。このサイトでは、世界120か国の監視カメラの映像をリアルタイムで配信されており、日本でも6,000台（2016年（平成28年）1月22日時点、サイト上では5,757台）を超えるカメラが対象となっていた。
対象となっている監視カメラの設置国は、ロシア、アメリカ、フランス、日本、イラン、クウェート、サンマリノ、モナコなど120か国以上。アメリカの7645台が最高で、日本は6291台で第2位、イタリアが1992台で第3位だった。日本では、精神病院隔離病棟、歯科医院、有名コーヒーチェーン店、コンビニエンスストア、携帯電話ショップ、回転寿司店、デパート、マッサージ店、理髪店など業種を問わず広く収集されていた。流出した理由としては、カメラの購入時に初期パスワードのままだったために簡単に見破られているケースが多かった。同サイトでは、監視カメラの製造メーカーまで分かるようになっている。
2018年の米中貿易戦争で、中華人民共和国との貿易摩擦が起きたアメリカ合衆国では、監視カメラの市場占有率で世界1位だったハイクビジョンや2位のダーファ・テクノロジーなど中国企業の監視カメラが、ピーターソン空軍基地などのアメリカ軍基地などアメリカの様々な場所に設置されることへの安全保障面での懸念が問題となっており、2018年8月13日に2019年度米国国防権限法 (NDAA 2019) が制定され、米連邦機関による購入を禁止した。
また監視カメラの過半数は、国防権限法で政府調達を禁止されているファーウェイの子会社HiSiliconのチップを利用していることも問題視された。米連邦機関においてはこれら中国製監視カメラの撤去も求められているものの、フロリダ州のアメリカ海軍基地の購入や、複数の米軍基地と政府施設で、3,000台近くの中国製監視カメラが撤去されていなかったことが問題となった。
アメリカのアベンチュラ・テクノロジーズが中国製監視カメラを「米国製」と偽装して、長らくアメリカ軍に納入していたことも問題となった。中華民国台中市でも、プライバシーの保護と安全保障を理由に、市内の100台を超える中国製監視カメラが撤去され、同様に豊原駅の次世代監視システムから、顔認証機能と中国製の監視カメラが排除された。
2022年11月24日、イギリス政府は機密情報を扱う省庁に対し、庁舎内に中国製の監視カメラを設置をやめるよう指示した。

### 誤認逮捕
「決定的証拠」となる筈の監視カメラの映像が、誤認逮捕・冤罪事件も引き起こしている。背景について、ある現役警察官は「我々が捜査報告書を100枚作るよりも、防犯カメラの映像1つの方が証拠として断然に強い。防犯カメラを押収したから安心、ちょっと慢心しすぎる」「（防犯カメラの映像を）全部見れば言うことは何もないですが、早回しで見たとしても人の力の限界。失敗を犯してしまうということは無きにしもあらずだと思います」と証言している。
以下は、監視カメラの映像が引き起こした誤認逮捕の例。
- 2012年（平成24年） - 深夜のコンビニエンスストアで現金強盗事件が発生。監視カメラが犯行の様子を捉えており、犯人はマスクを着用していた他、自動ドアに触れていた。警察は、この映像および被害店舗従業員の「目元が似ている」との証言をもとに大阪府泉大津市の男性を逮捕した。また、被害店舗のドアの外側からこの男性の指紋が見つかった。男性は「犯行時刻とほぼ同じ頃、自宅で友人と一緒にいた」と主張し、その時に撮った写真を警察に見せたが取り合ってもらえず、その後起訴された。検察は裁判で専門家に映像の鑑定を依頼し、「(男性と犯人の）類似度が高い」と判定された。しかしその後、弁護士が監視カメラの映像を入手し、事件当日から1週間遡って確認したところ、事件5日前の映像に、男性が指紋が検出された場所を買い物の際に触っている様子が映っており、裁判では「自動ドアの指紋が事件当日についたとは断定できない」という結論が出され、男性は無罪判決を受けた。男性の勾留日数は300日に及んだ[113]。
- 2012年（平成24年）10月11日 - 元・中国放送アナウンサーの煙石博が、広島市南区内の銀行の監視カメラの映像をもとに、同年9月24日に同銀行記載台に女性会社員が置き忘れた66,600円入りの封筒を盗んだ疑いで広島県警察広島南警察署に逮捕された。煙石はその後起訴され、一審・二審で有罪判決を受けたが、最高裁判所で逆転無罪判決を受けた。
- 2014年（平成26年）3月 - 山口県のパチンコ店で男性客が台の上に置き忘れた財布を盗まれる事件が発生し、翌日、男性のすぐ後に座った女性が窃盗容疑で山口県警察に逮捕された。監視カメラには女性が着席すると台の上の方を触り、1分後に別の台に移る様子が映っており、山口県警察は女性が財布を盗って立ち去ったと判断した。しかしその後、店の隅にあるゴミ箱から盗まれた財布が見つかり、そこにある監視カメラに別の人物が財布を捨てる様子が映っており、誤認逮捕が発覚。女性は逮捕から7日目の朝に釈放された。また、警察が事件現場の監視カメラを改めて確認すると、女性が離席した1時間20分後に、財布を捨てた人物が財布を盗んでいた[113]。
- 2017年（平成29年）9月 - 埼玉県深谷市のアパートで現金1,000円などが盗まれ、帰宅した30代女性が怪我を負わされるなどの事件が発生。埼玉県警察深谷警察署は監視カメラの映像をもとに30代男性の犯行と断定し、この男性を11月に強盗致傷や強制わいせつなどの容疑で逮捕・20日間勾留したが（男性は容疑を否認し、その後処分保留で釈放）、2018年（平成30年）5月に別の強盗事件で逮捕された20代の男が、この事件への関与を認め、犯人しか知り得ない情報も含まれていたため、深谷署は8月27日に男を再逮捕し、男性に謝罪した[114]。

## 各国における設置数
監視カメラの設置数の増加は各国で進んでいる。イギリス全土に設置されている監視カメラの数は、2014年時点で590万台 (人口11人に1台)に達している。アメリカでも、2016年時点で3000万台 (人口10.8人に1台)以上が設置されているといわれている。
アジアにおいても設置数の増加が進んでいる。中国では監視カメラの数が2017年12月時点で1億7000万台 (人口8.1人に1台)で人工知能（AI）も搭載した天網と称する世界最大の監視カメラネットワークを政府主導で擁し、2019年時点で世界で最も監視カメラが多い10の都市のうち8つの都市が中国にあるとされた。韓国では2015年12月時点で800万台 (人口6.4人に1台)が設置されていると推測されている。

### 日本
日本では、2016年（平成28年）時点で500万台（人口25.4人に1台）以上が設置されていると推計されているが他の先進国より少ない。
公明党は、監視カメラ普及の遅れは日本共産党の反対運動にあると指摘している。実際に、1996年（平成8年）から16年間共産党員が市長を務めていた東京都狛江市では、地元警察署との「地域安全活動の推進に関する覚書」の締結を拒否していたため、市内の公道上には防犯カメラが1台も設置されていなかった。2012年に当選した共産市長の次の高橋都彦市長は、「異常事態が続いていた」と批判している。
日本では法的規制として、「行政機関等による監視カメラの設置等の適正化に関する法律」案が、第156回国会（議案受理は2003年（平成15年）7月24日）において衆議院に提出されたが、審議未了で廃案となった。
地方自治体によっては、東京都杉並区のようにカメラの設置に独自の基準を定めている場合がある。しかし、統一的な基準は2016年（平成28年）時点においても存在しない。それでも、多くの議会で共産党に反対・抵抗されながらも各自治体で2003年（平成15年）頃から犯罪防止のための条例に「防犯カメラ設置」が盛り込まれたことで、それ以前よりも地域で防犯カメラ設置が進んだ一つの契機となった。
2018年に発生した新潟小2女児殺害事件では、警察が捜査過程で犯行現場付近を走行していた自動車の所有者にドライブレコーダー記録の提供を呼び掛けた。結果的にドライブレコーダーが監視カメラの役割を果たし、犯人が逮捕されている。日本国内のドライブレコーダーの出荷台数は、2020年度だけでも約340万台を記録している。

## ギャラリー

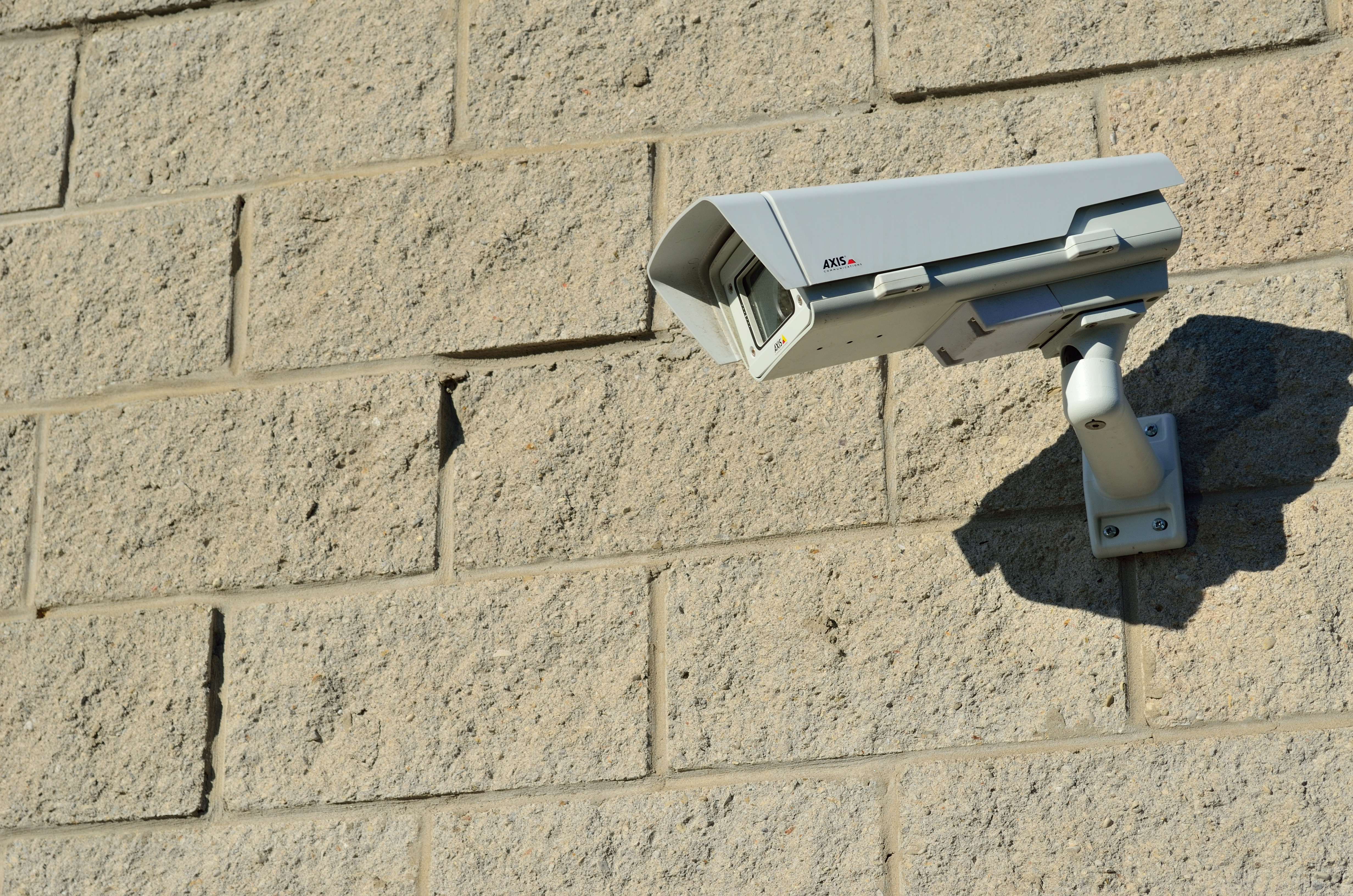
一般的な監視カメラ
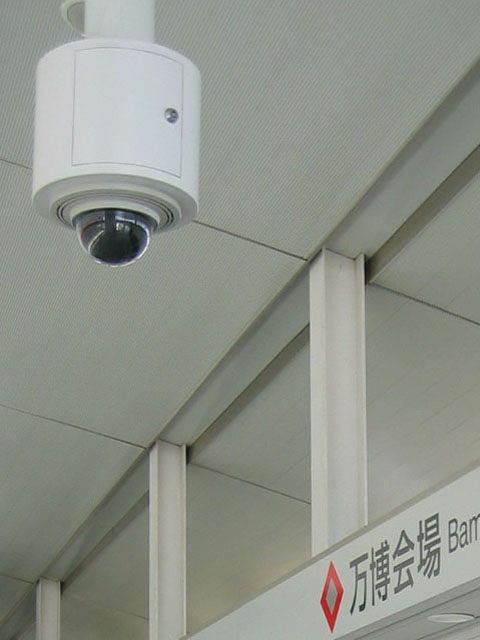
全方位式監視カメラ
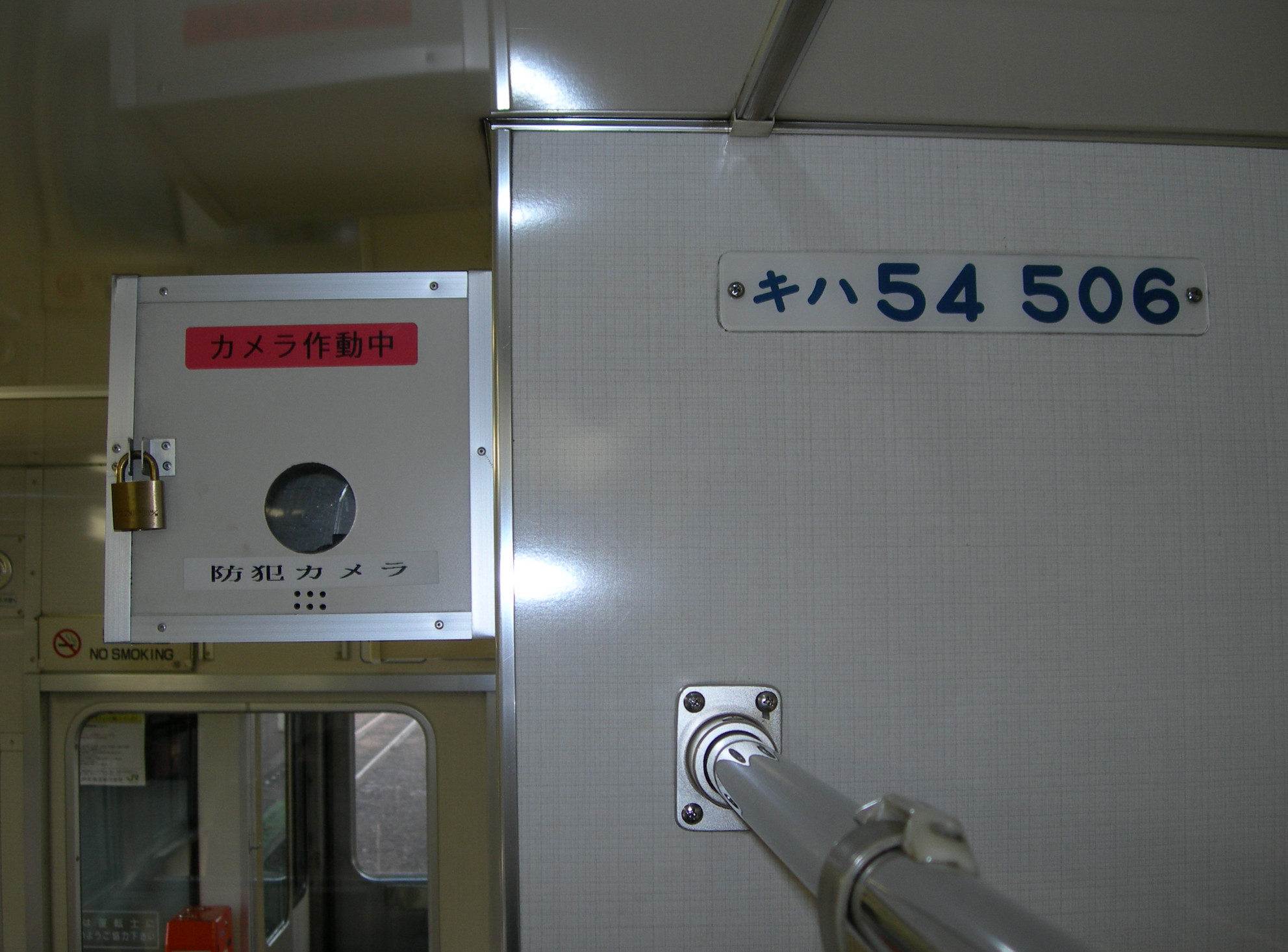
JRキハ54形気動車の監視カメラ（2007年（平成19年）10月1日）
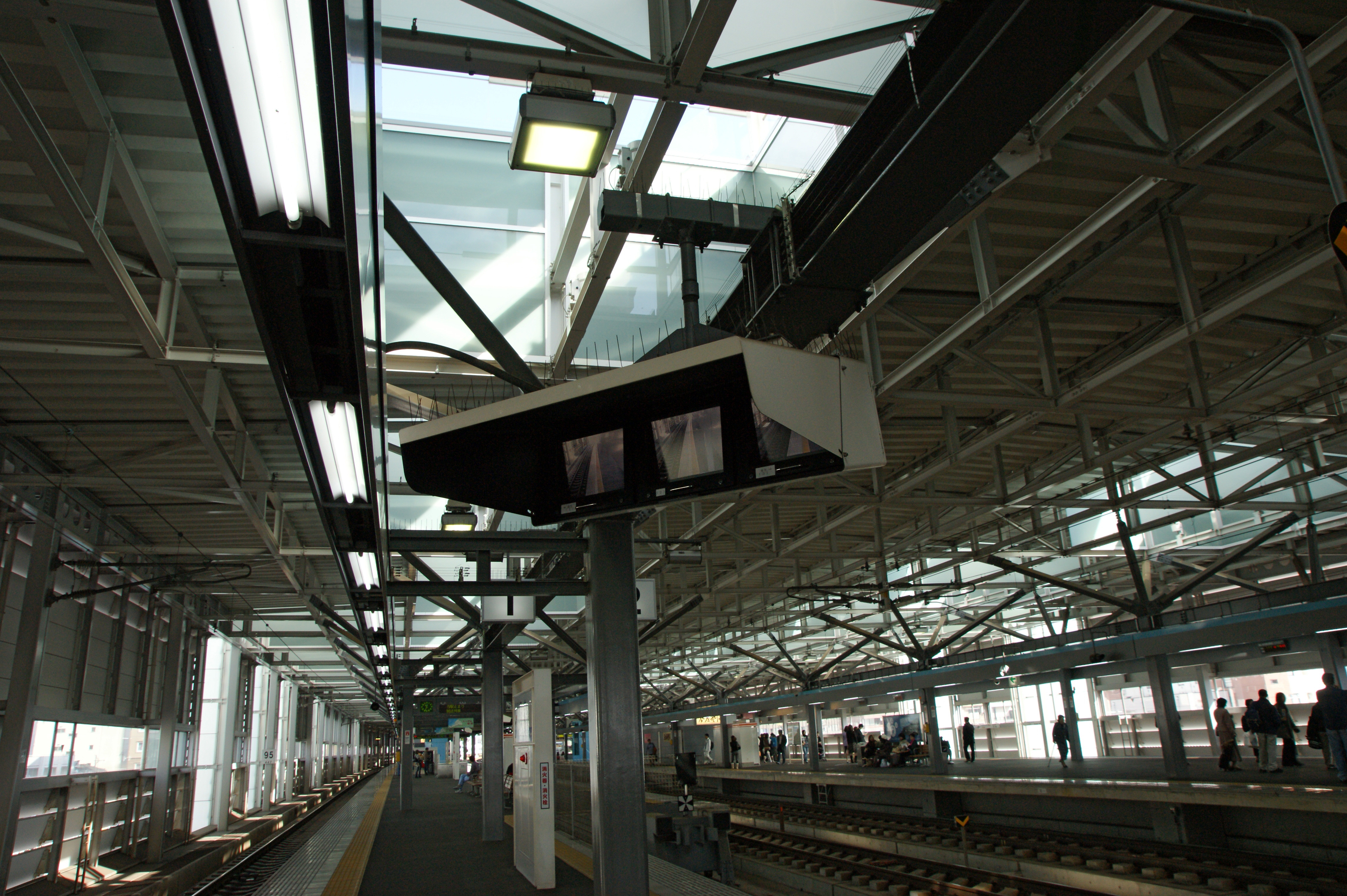
鉄道駅ホームの監視カメラのモニタ
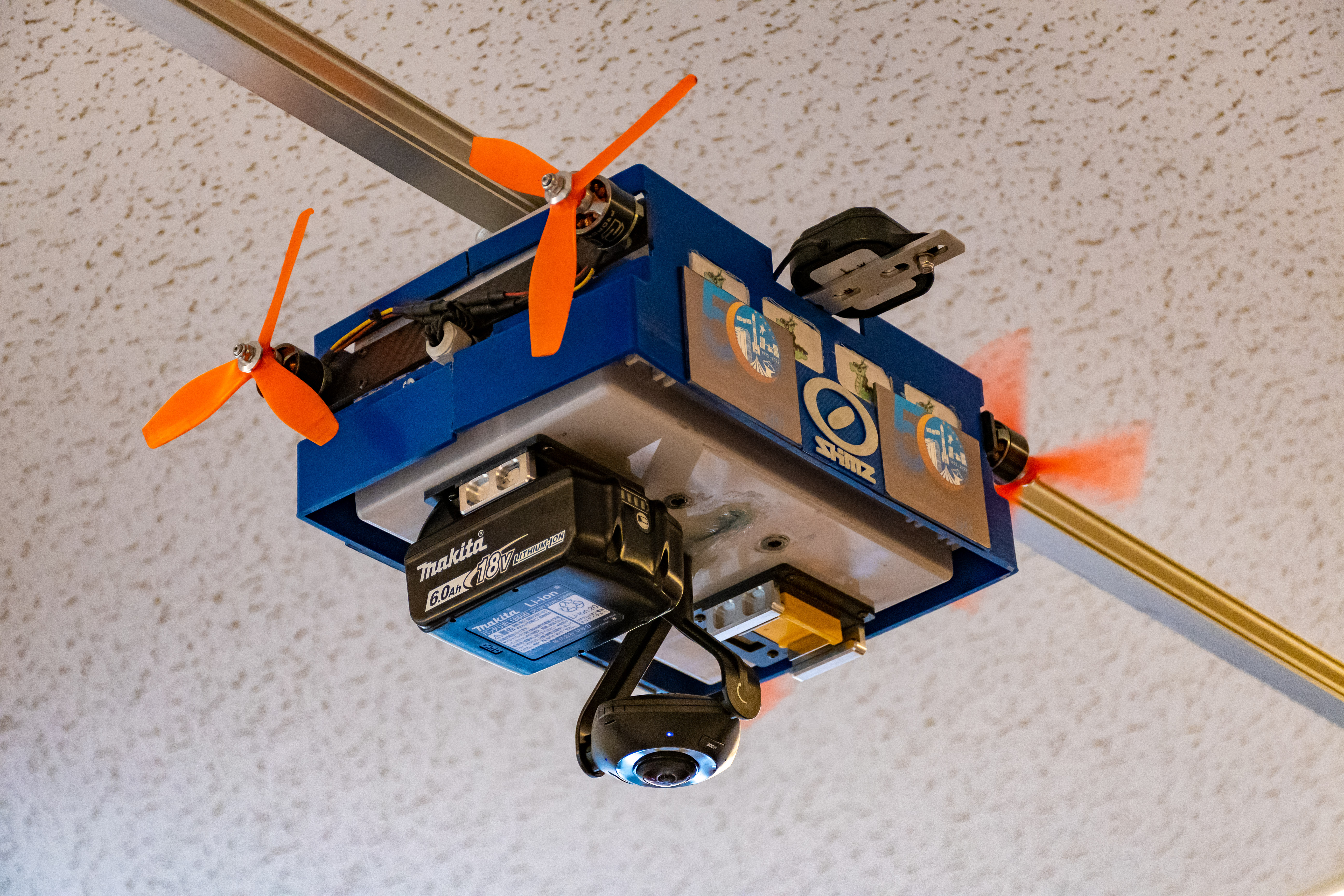
点検用の移動式監視カメラ。プロペラの動力でレール上を走行する。（清水建設）